# Пограничник (Саркандський район)
Пограни́чник (каз. Пограничник) — село у складі Саркандського району Жетисуської області Казахстану. Адміністративний центр Амангельдинського сільського округу.
Населення — 593 особи (2021; 743 у 2009, 1171 у 1999, 1837 у 1989).